# Kirby: Right Back at Ya!
Kirby: Right Back at Ya! (星のカービィ, Hoshi no Kābī) is een animeserie rond het personage Kirby uit de spellen van HAL Laboratory. De serie werd voor het eerst in Japan uitgezonden van 2001 tot 2003.

## Verhaal
De serie begint met reusachtige octopus die de schapen van Cappy Town oppeuzelt. De mensen worden ongerust en gaan naar King Dedede en Escargon. Zij geloven ze niet, dus gaan ze naar Kabu, een gigantisch beeld dat in de toekomst en het verleden kan kijken. Hij vertelt dat Dream Land vernietigd zal worden, maar dat er ook hoop is. "De sterrenkrijger Kirby" zal het universum redden van de kwade tovenaar Nightmare en zijn bedrijf Holy Nightmare Co. ("Nightmare Enterprises" in de Engelse dub). Het meisje Fumu dat in het land woont wordt verliefd (ze denkt dat Kirby een grote sterke man is), maar als er dan opeens een ruimteschip neerdaalt zien ze dat Kirby een kleine roze bal is.
King Dedede vindt Kirby maar niks en slaat hem met zijn hamer weg. Maar als uiteindelijk het monster weer toeslaat, valt Kirby hem aan. Hij zuigt alle kleine octopussen op en krijgt een Copy Ability, een speciale kracht. De eerste keer werd hij Fire Kirby (vuur-Kirby).

## Hoofdrolspelers
- Kirby
- Fumu (Tiff in de Engelse dub)
- Bun (Tuff in de Engelse dub)
- Meta Knight
- King Dedede
- Escargon (Escargoon in de Engelse dub)
- Tokkori
- Verkoper (of Customer Service)
- Nightmare (eNeMeE in de Engelse dub)
- Lololo (Fololo in de Engelse dub)
- Lalala (Falala in de Engelse dub)

Opmerking: De naamsveranderingen van Nightmare, Lololo en Lalala in de Engelse dub van de anime zijn inconsisent met de Engelse versies van de Kirby-spellen.

## Nederlandse nasynchronisatie
- Kirby - Makiko Ohmoto (Japanse stem bewaard)
- Tiff -
- Tuff -
- Koning Dedede - Ewout Eggink
- Escargoon -
- Meta Knight - Ferry Doedens
- Verkoper -
- Fololo -
- Falala -
- Lady Like -
- Heer Ebrum -
- Tokkori -
- Nightmare -

## Afleveringen
| Seizoen | Seizoen | Afleveringen | Uitzenddatum (JP) | Uitzenddatum (JP) | Uitzenddatum (EU) | Uitzenddatum (EU) |
| Seizoen | Seizoen | Afleveringen | Seizoen start     | Seizoensfinale    | Seizoen start     | Seizoensfinale    |
| ------- | ------- | ------------ | ----------------- | ----------------- | ----------------- | ----------------- |
|         | 1       | 26           | 6 oktober 2001    | 30 maart 2002     | 14 september 2002 | 7 december 2002   |
|         | 2       | 25           | 6 april 2002      | 5 oktober 2002    | 6 september 2003  | 16 oktober 2004   |
|         | 3       | 25           | 12 oktober 2002   | 29 maart 2003     | 23 oktober 2004   | 16 september 2006 |
|         | 4       | 24           | 5 april 2003      | 27 september 2003 | 23 september 2006 | 9 december 2006   |